# Tomasz Wójtowicz
Tomasz Grzegorz Wójtowicz (Lublin, 22 de setembro de 1953 – 24 de outubro de 2022) foi um voleibolista da Polônia que competiu nos Jogos Olímpicos de 1976 e 1980.
Em 1976, ele fez parte da equipe polonesa que conquistou a medalha de ouro no torneio olímpico, no qual jogou em todas as seis partidas. Quatro anos depois, ele participou de três jogos e o time polonês finalizou na quarta colocação na competição olímpica de 1980.
Foi o primeiro jogador a utilizar o ataque de fundo, ou seja, de trás da linha de três. Ele apresentou esta jogada ao mundo no VIII Campeonato Mundial realizado na cidade do México, em 1974. Nessa competição, na decisão do título de campeão, depois de estarem perdendo por 2–0, os poloneses viraram espetacularmente o jogo para 3–2 sobre os russos, com uma atuação espetacular de Tomasz.
Em 2002, Wójtowicz foi introduzido ao Hall da Fama do Voleibol. Morreu em 24 de outubro de 2022, aos 69 anos de idade.